# Thủy điện Nậm Ban
Thủy điện Nậm Ban là thủy điện xây dựng trên dòng nậm Ban ở vùng đất xã Nậm Ban huyện Nậm Nhùn tỉnh Lai Châu, Việt Nam .
Năm 2019 Thủy điện Nậm Ban có 3 bậc:
- Thủy điện Nậm Ban 1 22°23′31″B 103°04′43″Đ / 22,391941°B 103,078713°Đ có công suất lắp máy 6,3 MW với 2 tổ máy, sản lượng điện khoảng 22,28 triệu KWh/năm, khởi công tháng 7/2018, hoàn thành 2019 [4].
- Thủy điện Nậm Ban 2  có công suất lắp máy 20 MW với 2 tổ máy, sản lượng điện khoảng 69,34 triệu KWh/năm, khởi công tháng 1/2014, hoàn thành tháng 8/2018.[5][6]
- Thủy điện Nậm Ban 3 22°22′05″B 103°08′46″Đ / 22,368131°B 103,146191°Đ có công suất lắp máy 24 MW với 2 tổ máy, sản lượng điện khoảng 88,27 triệu KWh/năm, khởi công tháng 1/2014, hoàn thành tháng 2/2021.[7][8]

## Sông Nậm Ban
Nậm Ban là một phụ lưu của Nậm Na trong lưu vực sông Đà. Sông Nậm Ban bắt nguồn từ núi Nậm Sẻ có độ cao 2000 m ở phía tây bắc xã, sát biên giới Việt - Trung. Sông chảy theo hướng đông và đổ vào sông Nậm Na tại bản Nậm Họ 22°19′48″B 103°10′05″Đ / 22,329891°B 103,167935°Đ xã Nậm Ban.
Cách cửa sông cỡ 5 km phía hạ nguồn là Thủy điện Nậm Na 3. 22°17′8″B 103°9′27″Đ / 22,28556°B 103,1575°Đ

## Chỉ dẫn
1. ↑  Trong tiếng Tày-Thái "Nậm" đã có nghĩa là nước, sông, suối.